# 錫貝丘溪 (亞利桑那州)
錫貝丘溪（英語：Cibecue Creek）是位於美國亞利桑那州納瓦霍縣的一個非建制地區。該地的面積和人口皆未知。

## 地理
錫貝丘溪的座標為34°05′47″N 110°30′11″W / 34.09639°N 110.50306°W，而該地的平均海拔高度為1571米（即5154英尺）。